# Algonquin (Illinois)
Pour les articles homonymes, voir Algonquin (homonymie).
Algonquin est un village situé dans les comtés de Kane et McHenry, dans l’État de l’Illinois, aux États-Unis. Sa population s’élevait à 30 046 habitants lors du recensement de 2010, estimée à 30 947 habitants en 2016.

## Démographie
| Groupe            | Algonquin | Illinois | États-Unis |
| ----------------- | --------- | -------- | ---------- |
| Blancs            | 87,3      | 71,5     | 72,4       |
| Asiatiques        | 7,3       | 4,6      | 4,8        |
| Afro-Américains   | 1,8       | 14,6     | 12,6       |
| Autres            | 1,8       | 6,7      | 6,4        |
| Métis             | 1,7       | 2,3      | 2,9        |
| Amérindiens       | 0,2       | 0,3      | 0,9        |
| Total             | 100       | 100      | 100        |
|                   |           |          |            |
| Latino-Américains | 6,8       | 15,8     | 16,7       |

Selon l'American Community Survey, pour la période 2011-2015, 84,69 % de la population âgée de plus de 5 ans déclare parler l'anglais à la maison, 3,59 % déclare parler l'espagnol, 2,49 % le polonais, 1,62 % l'ourdou, 1,05 % le tagalog, 0,80 % l'hindi, 0,78 % l'allemand, 0,78 % le gujarati et 4,19 % une autre langue.
Entre 2012 et 2016, le revenu par habitant était en moyenne de 38 919 dollars par an, bien au-dessus de la moyenne de l’Illinois (31 502 dollars) et des États-Unis (29 829 dollars). De plus, seulement 3,3 % des habitants d'Algonquin vivaient sous le seuil de pauvreté (contre 13,0 % dans l'État et 12,7 % à l'échelle du pays).

## Personnalité liée à la ville
La romancière Theresa Schwegel est née à Algonquin en 1975.

## Source
- (en) Cet article est partiellement ou en totalité issu de l’article de Wikipédia en anglais intitulé « Algonquin, Illinois » (voir la liste des auteurs).

1. ↑  (en) « Algonquin, IL Population - Census 2010 and 2000 », sur censusviewer.com.
2. ↑  (en) « Population of Illinois - Census 2010 and 2000 », sur censusviewer.com.
3. ↑  (en) « American FactFinder - Results », sur factfinder.census.gov.
4. ↑  (en-US) « U.S. Census Bureau QuickFacts: Algonquin village, Illinois; Illinois; United States », sur Census Bureau QuickFacts (consulté le 30 avril 2018).